# Yuji Kitajima
Yuji Kitajima (北島 祐二 Kitajima Yūji?, Ogōri, Fukuoka, 4 de agosto de 2000) es un futbolista japonés que juega como centrocampista en el Avispa Fukuoka.

## Trayectoria
En 2019 se unió al Avispa Fukuoka.

## Clubes
| Club                 | País  | Año   |
| -------------------- | ----- | ----- |
| Avispa Fukuoka       | Japón | 2019- |
| Tokyo Verdy (cedido) | Japón | 2023  |